# Bitchcraft
Bitchcraft je EP celjske glasbene skupine Strelnikoff, ki je izšel februarja 1998. Znan je postal posebej zaradi sporne upodobitve na naslovnici, ki prikazuje brezjansko Marijo Pomagaj, ki v naročju namesto Jezusa drži podgano.
Celotni album je bil narejen kot protest proti uradnim stališčem Rimskokatoliške Cerkve in izjav nekaterih najvišjih predstavnikov glede nekaterih spornih tem (na primer splav).

## Seznam pesmi
Pesem je napisala skupina Strelnikoff. Remikse je v sodelovanju s Strelnikoff naredil  Aleš Dvoršak.
1. »Bitchcraft« (Radio Vatikan Edit)
2. »Bitchcraft« (Satan Himmelfahrt Remix)
3. »Bitchcraft« (Torquemada Remix)
4. »Bitchcraft« (Ali Agca Remix)
5. »Bitchcraft« (Endlösung Remix)

## Odziv
Upodobitev je sprožila množična ogorčenja vernikov in kulturnikov po vsej Sloveniji. Prvi je to upodobitev javno obsodil ljubljanski nadškof Franc Rode, čemur je sledilo splošno javno ogorčenje in izražanje neprimernosti zlorabe enega najbolj znanih katoliških verskih simbolov v Sloveniji. Državno pravobranilstvo na sedežu v Ljubljani je prejelo 3.867 javnih protestov in 1.208 ljudi je zahtevalo kazensko ovadbo proti glasbeni skupini. Skupna kazenska ovadba je bila najprej zavrnjena pred Okrožnim sodiščem v Celju, vendar se je državna tožilka Elizabeta Gyorkos pritožila.. Avgusta 2003 je tožbo zavrnilo tudi drugostopenjsko sodišče. Sodišče je v skladu z ustavo in zakoni razsodilo, da sta bila [avtorja] v svojem umetniškem projektu neokusna, vsekakor pa nista presegla meje dovoljenega.. Skupina je bila deležna tudi številnih telefonskih in pisemskih groženj. Komentar po izidu plošče:
Če izvzamem anonimne telefonske klice in grožnje, križanje v nekaterih medijih, histerijo in moralno paniko ter druge vrste pritiska, med katerimi zavzema častno mesto prav kazenska ovadba, ki jo je sprožil politični del slovenske desnice, država pa je njeni sveti volji hvaležno sledila, so bili najbolj presenetljivi odzivi sicer omejenega dela underground-scene in slovenskega subkulturnega prostora nasploh. Šlo je za težko razumljiv tip zavisti, češ vas bodo križali, nas pa ne. Če vprašate mene, je to precej sprijen pogled na celotno stvar, prav tako nič kolikokrat slišani komentar, da sva si s ploščo napravila dobro reklamo, da sva z njo zaslužila bajne denarje in podobne nebuloze. Kakšen denar, lepo vas prosim?

## Zasedba
- Aleš Dvoršak — aranžmaji, remiksi
- Franek Markošek (kot "Anonymous Blasphemus") — kitara
- Iztok Mravlje — bas kitara
- Aleš Uratnik — bas kitara (1)
- Robert Ceglar — saksofon (1)
- Sergej Steblovnik — vokal (Mesija)
- Vasja Ocvirk — vokal (prerok)